# Шахбазян Гайк Хачатурович
Гайк Хачату́рович Шахбазян (9 (21) січня 1896, Панік — 10 вересня 1982) — український радянський вчений-гігієніст, професор, член-кореспондент Академії медичних наук СРСР (з 1957 року).

## Біографія
Народився 9 (21 січня) 1896 року в селі Панік Сурмалінського повіту Єреванської губернії (тепер територія Туреччини) у багатодітній вірменській родині. У 1925 році закінчив Київський медичний інститут. Член ВКП(б) з 1940 року.
У 1928–1952 роках — співробітник Київський інститут гігієни праці та професійних захворювань) (в теперішній час - Інститут медицини праці НАМН України) у Києві і його директор у 1939–1941 і 1946–1952 роках. У 1932–1952 роках працював також у Київському медичному стоматологічному інституті. Від 1952 року — професор Київського медичного інституту.

Могила Гайка Шахбазяна

Помер 10 вересня 1982 року в Києві. Похований на Байковому кладовищі (ділянка № 33).

## Праці
Автор понад 200 наукових праць, у тому числі 8 монографій. Праці присвячено питанням оздоровлення мікроклімату на виробництві та вплив на організм робітників виробничих факторів малої інтенсивності тощо.
Під його керівництвом підготовлено 10 докторських та 23 кандидатські дисертації.

## Відзнаки
Заслужений діяч науки УРСР (з 1966 року). Нагороджений орденами Трудового Червоного Прапора, «Знак Пошани».

## Пам'ять

меморіальна дошка

1 лютого 2007 року в Києві, на фасаді одного із корпусів Національного медичного університету імені Олександра Богомольця по проспекту Берестейський, 34, де з 1967 по 1982 рік працював вчений, встановлену гранітну меморіальну дошку.